# Tony Book
Anthony Keith Book, detto Tony (Bath, 4 settembre 1934 – Manchester, 13 gennaio 2025), è stato un calciatore e allenatore di calcio britannico.

## Biografia
Fu soprannominato Mr. Manchester City a motivo della sua lunga militanza al Manchester City sia da calciatore che da allenatore.

## Palmarès

### Giocatore
- Campionato inglese: 1

Manchester City: 1967-1968
- Coppa d'Inghilterra: 1

Manchester City: 1968-1969
- Coppa di Lega inglese: 1

Manchester City: 1969-1970
- Charity Shield: 2

Manchester City: 1968, 1972
- Coppa delle Coppe: 1

Manchester City: 1969-1970

### Allenatore
- Coppa di Lega inglese: 1

Manchester City: 1975-1976

### Individuale
- Giocatore dell'anno della FWA: 1

1969